# ECM Prague Open
ECM Prague Open – kobiecy turniej tenisowy kategorii WTA International Series zaliczany do cyklu WTA Tour. Rozgrywany na kortach ziemnych w Pradze w latach 1992–1998 i 2005–2010.

## Mecze finałowe

### gra pojedyncza
| Rok  | Zwyciężczyni        | Finalistka                 | Wynik         |
| 2010 | Ágnes Szávay        | Barbora Záhlavová-Strýcová | 6:2, 1:6, 6:2 |
| 2009 | Sybille Bammer      | Francesca Schiavone        | 7:6(4), 6:2   |
| 2008 | Wiera Zwonariowa    | Wiktoryja Azaranka         | 7:6(2), 6:2   |
| 2007 | Akiko Morigami      | Marion Bartoli             | 6:1, 6:3      |
| 2006 | Szachar Pe’er       | Samantha Stosur            | 4:6, 6:2, 6:1 |
| 2005 | Dinara Safina       | Zuzana Ondrášková          | 7:6(2), 6:2   |
| 1998 | Jana Novotná        | Sandrine Testud            | 6:3, 6:0      |
| 1997 | Joannette Kruger    | Marion Maruska             | 6:1, 6:1      |
| 1996 | Ruxandra Dragomir   | Patty Schnyder             | 6:2, 3:6, 6:4 |
| 1995 | Julie Halard        | Marion Maruska             | 6:4, 6:4      |
| 1994 | Amanda Coetzer      | Åsa Svensson               | 6:1, 7:6(14)  |
| 1993 | Natalija Medwediewa | Meike Babel                | 6:3, 6:2      |
| 1992 | Radka Zrubáková     | Kateřina Šišková           | 6:3, 7:5      |

### gra podwójna
| Rok  | Zwyciężczynie                        | Finalistki                                | Wynik            |
| 2010 | Timea Bacsinszky Tathiana Garbin     | Monica Niculescu Ágnes Szávay             | 7:5, 7:6(4)      |
| 2009 | Alona Bondarenko Kateryna Bondarenko | Iveta Benešová Barbora Záhlavová-Strýcová | 6:1, 6:2         |
| 2008 | Andrea Hlaváčková Lucie Hradecká     | Jill Craybas Michaëlla Krajicek           | 1:6, 6:3, 10-6   |
| 2007 | Petra Cetkovská Andrea Hlaváčková    | Ji Chunmei Sun Shengnan                   | 7:6(2), 6:2      |
| 2006 | Szachar Pe’er Marion Bartoli         | Bethanie Mattek Ashley Harkleroad         | 6:4, 6:4         |
| 2005 | Nicole Pratt Émilie Loit             | Barbora Strýcová Jelena Kostanić          | 6:7(6), 6:4, 6:4 |
| 1998 | Karina Habšudová Silvia Farina Elia  | Květa Peschke Michaela Paštiková          | 2:6, 6:1, 6:1    |
| 1997 | Karina Habšudová Ruxandra Dragomir   | Eva Martincová Helena Vildová             | 6:1, 5:7, 6:2    |
| 1996 | Karina Habšudová Helena Suková       | Eva Martincová Elena Wagner               | 6:1, 5:7, 6:2    |
| 1995 | Linda Wild Chanda Rubin              | Maria Strandlund Maria Lindström          | 6:7(3), 6:3, 6:2 |
| 1994 | Linda Wild Amanda Coetzer            | Kristie Boogert Laura Golarsa             | 6:4, 3:6, 6:2    |
| 1993 | Patricia Tarabini Inés Gorrochategui | Caroline Vis Laura Golarsa                | 6:2, 6:1         |
| 1992 | Petra Schwarz Karin Kschwendt        | Eva Švíglerová Noëlle Van Lottum          | 6:1, 2:6, 7:5    |